# Эскадренные миноносцы типа «Сирацую»
Эскадренные миноносцы типа «Сирацую» (яп. 白露型駆逐艦 Сирацуюгата кутикукан) — тип эскадренных миноносцев Императорского флота Японии. Всего было построено 10 кораблей данного типа.

## История создания и конструкция
Первые шесть единиц заказаны в 1931 году как представители типа «Хацухару». Из-за выявленных недостатков этих кораблей изначально строились по модифицированному проекту подтипа «Ариакэ», отличаясь от него меньшей шириной и большей осадкой, уменьшенными надстройками и несколько другим составом вооружения.
Силовая установка повторяла используемую на типе «Хацухару», и была значительно более лёгкой и энергоэффективной, чем на «Фубуки».
Торпедное вооружение было представлено новыми четырёхтрубными торпедными аппаратами Тип 92,что позволило избежать загромождения центральной части палубы, разместив и аппараты, и устройства их перезарядки со вторым боекомплектом торпед в оконечностях. Как и на подтипе «Ариакэ», использовались новейшие кислородные торпеды Тип 93 вместо парогазовых Тип 90.
Артиллерийское вооружение было аналогично устанавливаемому на подтип «Ариакэ», но отличалось использованием более совершенных артустановок 127-мм/50 типа B-2. На последней четвёрке кораблей («Кавакадзэ», «Умикадзэ», «Ямакадзэ», «Судзукадзэ») использовались артустановки типа C, что объединяло их с более поздними эсминцами типа «Асасио».
В 1933—1937 годах на верфях Сасэбо, Йокосуки, Осаки и Майдзуру было построено десять кораблей этого типа. От дальнейшего развития проекта отказались в пользу строительства более крупных эсминцев типа «Асасио».

## История службы
К началу Второй Мировой эсминцы этого типа составляли два полных дивизиона: 2-й («Мурасамэ», «Юдати», «Харусамэ», «Самидарэ») и 22-й («Умикадзэ», «Ямакадзэ», «Кавакадзэ», «Судзукадзэ»). Два оставшихся корабля («Сигурэ» и «Сирацую») позже вошли в состав 27-го дивизиона.
Участвовали в захвате Филиппин и Индонезии.
Во время боя в Яванском море эсминцы «Ямакадзэ», «Кавакадзэ», «Мурасамэ», «Самидарэ» и «Юдати» атаковали торпедами эскадру союзников, но успеха не добились.
Участвовали в битве за Мидуэй. Эсминец «Ямакадзэ» 25 июня 1942 года был торпедирован американской субмариной «Наутилус» у Йокосуки.
Принимали участие в сражении за Гуадалканал.
С осени 1942 года уцелевшие корабли прошли модернизация, заключающуюся в замене одной из 127-мм арустановок на батарею 25-мм зенитных автоматов Тип 96, увеличении боекомплекта глубинных бомб до 36, установке гидролокатора Тип 93, станции РЭБ Тип E-27, РЛС Тип 22 (на фок-мачту) и Тип 13 (на грот-мачту).
В марте 1943 года эсминец «Мурасамэ» погиб в ночном бою с американскими кораблями (потоплен торпедой эсминца «Уоллер»).
В 1943—1944 годах погибли все оставшиеся корабли данного типа, кроме «Сигурэ».
«Сигурэ» же был потоплен 24 января 1945 года американской подводной лодкой «Блэкфин» около Кота-Бару.

## Представители
| Название                                             | Место постройки                    | Заложен              | Спущен на воду        | Введён в эксплуатацию | Судьба                                                                                            |
| ---------------------------------------------------- | ---------------------------------- | -------------------- | --------------------- | --------------------- | ------------------------------------------------------------------------------------------------- |
| Сирацую (яп. 白露 «Белая роса»)                      | Морской арсенал Сасэбо, Сасэбо     | 14 ноября 1933 года  | 5 апреля 1935 года    | 20 августа 1936 года  | Затонул 15 июня 1944 года после столкновения с танкером «Сэйё-Мару»                               |
| Сигурэ (яп. 時雨 «Осенний моросящий дождь»)          | Верфь «Урага», Йокосука            | 9 декабря 1933 года  | 18 мая 1935 года      | 7 сентября 1936 года  | Потоплен 24 января 1945 года американской подводной лодкой                                        |
| Мурасамэ (яп. 村雨 «Короткий сильный ливень»)        | Верфь «Фудзинагата», Осака         | 1 февраля 1934 года  | 20 июня 1935 года     | 7 января 1937 года    | Потоплен американскими кораблями 5 марта 1943 года у Соломоновых островов                         |
| Юдати (яп. 夕立 «Внезапный летний ливень»)           | Морской арсенал Сасэбо, Сасэбо     | 16 октября 1934 года | 21 июня 1936 года     | 7 января 1937 года    | Потоплен американским тяжёлым крейсером «Портленд» 13 ноября 1942 года в ходе боёв за Гуадалканал |
| Самидарэ (яп. 五月雨 «Затяжной дождь в начале лета») | Верфь «Урага», Йокосука            | 19 декабря 1934 года | 6 июля 1935 года      | 29 января 1937 года   | Потоплен 25 августа 1944 года американской подводной лодкой «Batfish»                             |
| Харусамэ (яп. 春雨 «Мелкий весенний дождь»)          | Верфь «Урага», Йокосука            | 3 февраля 1935 года  | 21 сентября 1935 года | 26 августа 1937 года  | Потоплен американской авиацией у Новой Гвинеи 8 июня 1944 года                                    |
| Ямакадзэ (яп. 山風 «Горный ветер»)                   | Верфь «Урага», Йокосука            | 25 мая 1935 года     | 21 июня 1936 года     | 30 января 1937 года   | Потоплен 25 июня 1942 года американской подводной лодкой «Nautilus»                               |
| Кавакадзэ (яп. 江風 «Речной ветер»)                  | Верфь «Фудзинагата», Осака         | 25 апреля 1935 года  | 1 ноября 1936 года    | 30 апреля 1937 года   | Потоплен американскими эсминцами 7 августа 1943 года в ходе боя в заливе Велья                    |
| Умикадзэ (яп. 海風 «Морской ветер»)                  | Морской арсенал Майдзуру, Майдзуру | 4 мая 1935 года      | 27 ноября 1936 года   | 31 мая 1937 года      | Потоплен 1 февраля 1944 года американской подводной лодкой «Guardfish»                            |
| Судзукадзэ (яп. 涼風 «Прохладный ветер»)             | Верфь «Урага», Йокосука            | 9 июля 1935 года     | 11 марта 1937 года    | 31 августа 1937 года  | Потоплен 26 января 1944 года американской подводной лодкой «Skipjack»                             |